# グッと!スポーツ
『グッと!スポーツ』は､NHK総合にて2016年4月5日から2019年12月25日まで放送されたスポーツ情報番組である｡司会は嵐の相葉雅紀が務める。

## 概要
本番組は、2014年・2015年度に放送された『めざせ!2020年のオリンピアン〜東京五輪の原石たち〜』をリニューアルするスポーツエンターテインメントである。2016年リオデジャネイロオリンピック・パラリンピック、さらに2020年東京オリンピック・パラリンピック出場を目指しスポーツ界で活躍する様々なアスリートをゲストに迎え、その選手のもつ超絶技、得意技を科学の視点を通して分析するとともに、その選手を支える様々な人々とのふれあいや心にぐっとくるエピソードを交えて展開する。
レギュラー放送開始に先立ち、2016年2月20日の22:00 - 22:50に『リオ五輪の星 素顔に迫る! グッと!スポーツ』のタイトルによるパイロット版が総合テレビで放送された。2016年度後期からは概ね最終週を中心とした月後半にアンコールの回が放送される場合もある。
2017年4月4日からは放送時間が15分拡大となったが、2018年4月3日より放送時間が5分縮小された。
2019年4月からは、月に1回ゴールデンタイムに移動して放送された。
2020年1月からは当番組に代わり、特番だった「2020スタジアム」（嵐の全員が出演）が月一レギュラー化して放送されていた（公式サイトより）が、同3月24日に、2020年東京オリンピック/パラリンピックが、新型コロナウィルスにより延期となることが決まり、3月25日の緊急生放送を最後に事実上打ち切りとなった。2021年4月からはこれらの事実上の後継企画として、「サンデースポーツ」で不定期で、相葉による「AI BUZZ」が放送されている。

## 放送時間
- 火曜日 22:25 - 23:00（2016年4月5日 - 2017年3月21日）、再放送：翌週火曜日（月曜日深夜）0:55 - 1:30
- 火曜日 22:25 - 23:15（2017年4月4日 - 2018年3月6日）、再放送：翌週火曜日（月曜日深夜）0:55 - 1:45
- 火曜日 22:25 - 23:10（2018年4月3日 - 2019年3月12日）、再放送：翌週火曜日（月曜日深夜）1:45 - 2:30
- 水曜日 19:30 - 20:42 （2019年4月17日 - 2019年12月25日）

## 出演者

### パイロット版
MC
- 瀬田宙大（NHKアナウンサー）

ゲストアスリート
- 加藤凌平（体操男子日本代表）
- 山口真理恵（7人制ラグビー日本女子代表）
- 大畑大介（ラグビー元日本代表）〈山口についての解説〉

ゲスト
- 渡部建（アンジャッシュ）
- おのののか

リポーター
- 刈屋富士雄（NHKアナウンサー・解説委員）

語り
- 近藤サト
- 服部伴蔵門

### レギュラー版
MC（グッと!マスター）
- 相葉雅紀（嵐）

語り
- 津野まさい、小松由佳、近藤サト、よのひかり、田中敦子

## 番組テーマ曲

### レギュラー版
- 嵐「Do my best」[6]